# Megaselia mimica
Megaselia mimica är en tvåvingeart som beskrevs av Borgmeier 1962. Megaselia mimica ingår i släktet Megaselia och familjen puckelflugor. Inga underarter finns listade i Catalogue of Life.